# Brilliance of the Seas (schip, 2002)
De Brilliance of the Seas is een cruiseschip van Royal Caribbean International.
De Brilliance of the Seas hoort thuis in de Radiance klasse, samen met de Radiance, Jewel en Serenade of the Seas.
Het schip is 293 meter lang en 32 meter breed. Het kan 2.501 passagiers en 859 bemanningsleden vervoeren. De maximumsnelheid van het schip is 25 knopen (wat ongeveer gelijk is aan 46 km/u).

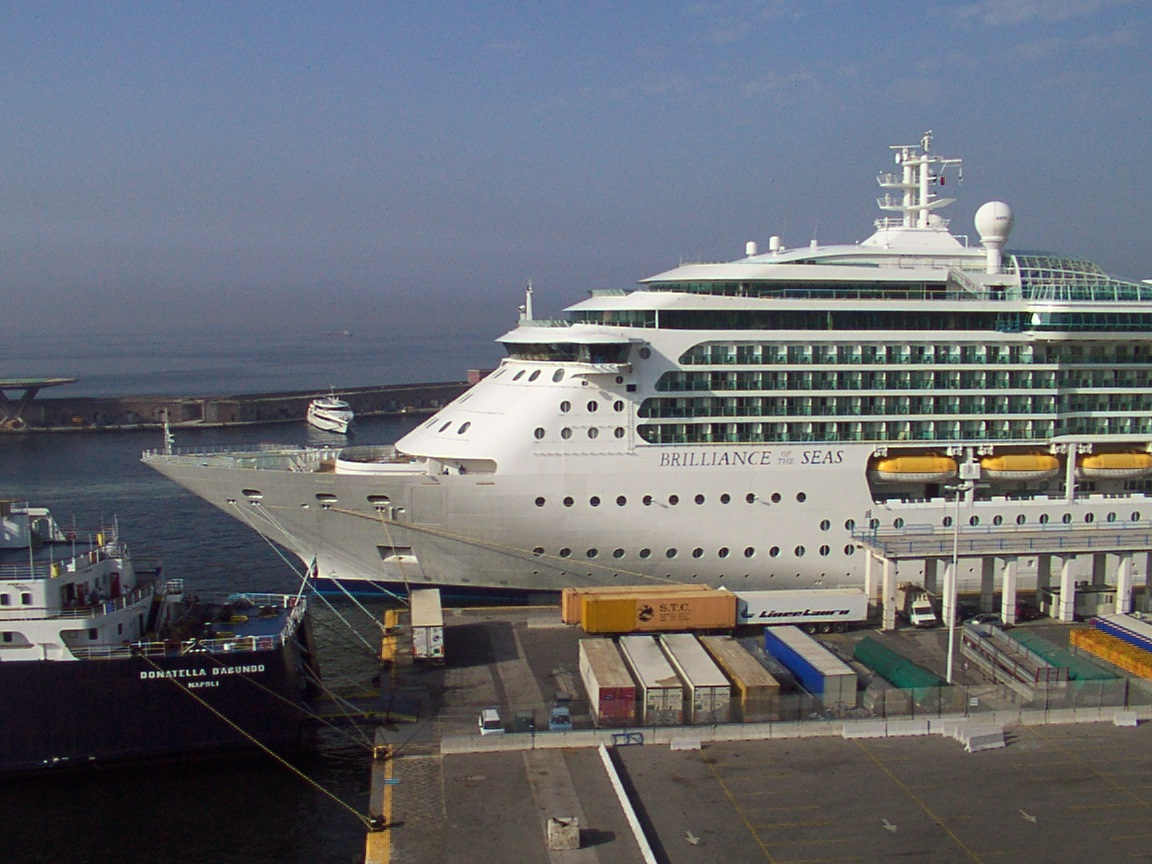
Brilliance of the seas in Napels